# Rhabdopectella tintinnus
Rhabdopectella tintinnus är en svampdjursart som beskrevs av Schmidt 1880. Rhabdopectella tintinnus ingår i släktet Rhabdopectella och familjen Euplectellidae. Inga underarter finns listade i Catalogue of Life.